# قائمة مدارس أجنبية في مصر
هذه قائمة بالمدارس الأجنبية البارزة في مصر.

## القاهرة
- المدارس المصرية اليابانية
- كلية السلام (كلية الإرسالية الإنجليزية) ، القاهرة
- المدرسة الأمريكية الدولية في مصر
- مدرسة عباس العقاد التجريبية للغات
- الكلية البريطانية الدولية بالقاهرة
- المدرسة البريطانية الدولية بالقاهرة
- الكلية الأمريكية بالقاهرة
- مدرسة القاهرة الإنجليزية
- مدرسة العائلة المقدسة
- مدرسة الفرير (باب اللوق)
- مدرسة ساكريه كور (القلب المقدس)
- مدرسة دار التربية (الزمالك)
- المدرسة الألمانية سان شارل بورومي بالقاهرة
- المدرسة الثانوية الفرنسية في القاهرة
- ليسيه الحرية هليوبوليس
- مدرسة مالفرن مصر
- مدرسة منارة القاهرة للغات
- مدرسة منارة المستقبل للغات
- منارة المستقبل الأمريكية
- مدرسة مصر الأمريكية
- مدارس التربية الحديثة
- مدرسة مانور هاوس ، القاهرة
- المدرسة البريطانية الدولية بالقاهرة الجديدة
- مدارس الجيل الجديد
- مدرسة العروبة للغات
- المدرسة الباكستانية الدولية بالقاهرة
- مدرسة بورسعيد الأمريكية
- مدرسة رمسيس
- مدرسة رويال أكاديمي للغات (طريق سقارة / المريوطية)
- مدرسة سانت فاتيما
- كلية سانت جورج
- مدرسة الشويفات الدولية
- مدارس نوتردام
- مدارس سان بول
- مدارس سان مارك
- مدارس الأحد التبشيرية
- مدارس الساليزيان ( الإيطالية التبشيرية )
- مدرسة دافينشي ( المدرسة الإيطالية )

## بورسعيد
- مدارس بورسعيد الدولية
- مدرسة كلية الفيروز البريطانية الدولية
- مدرسة إمرالدز الدولية
- مدرسة سان جورج الدولية
- مدرسة الفرنسيسكان
- مدرسة راهبات الراعي الصالح
- المدرسة الإنجيلية
- مدرسة سانت ماري
- مدرسة سان جوزيف
- المدرسة الرسمية المصرية الدولية
- المدرسة اليونانية الحديثة
- مدارس ليسيه الحرية
- المدرسة المصرية اليابانية الدولية
- مدارس النيل المصرية الدولية
- مدرسة نرمين إسماعيل الدولية (NIS)

## الجيزة
- مدرسة القاهرة اليابانية
- المدرسة الألمانية الإنجيلية الثانوية بالجيزة

## مدينة السادس من أكتوبر ومدينة الشيخ زايد
- المدرسة البريطانية الدولية بالقاهرة
- مدرسة جرين لاند بري فيرت الدولية
- مدرسة الشويفات الدولية - الحرم الغربي

## الإسكندرية
- مدرسة شدس الأمريكية
- المدرسة المصرية الإنجليزية للغات
- كوليج سان مارك ، الإسكندرية
- كلية فيكتوريا ، الاسكندرية
- مدرسة صلاح الدين الدولية
- المدرسة الألمانية سان شارل بورومي بالإسكندرية
- مدارس ليسيه الحرية بالإسكندرية

## الغردقة
- المدرسة الفرنسية في الغردقة
- دويتشه شول الغردقة (المدرسة الألمانية)